# Tom Hooper
Thomas George Hooper, detto Tom (Londra, 1º ottobre 1972), è un regista britannico con cittadinanza australiana.
Ha vinto l'Oscar al miglior regista per il film Il discorso del re. Ha inoltre diretto i film Red Dust, Il maledetto United, Les Misérables e The Danish Girl.

## Biografia
Nato a Londra frequenta dapprima la scuola preparatoria di Highgate, successivamente la Westminster School e infine l'Università di Oxford, dove si laurea in inglese. Durante il periodo degli studi si avvia alla regia, dirigendo un cortometraggio, Painted Faces, proiettato al London Film Festival.
Grazie all'aiuto del padre Richard, direttore della United News & Media, conosce il produttore della CBBC Matthew Robinson, che gli dà l'opportunità di dirigere alcuni episodi per la serie televisiva per ragazzi Byker Grove. In seguito continua a lavorare per la televisione dirigendo diverse puntate della nota soap opera inglese EastEnders. Nel 2002 dirige la miniserie televisiva Daniel Deronda con Romola Garai e Hugh Dancy, mentre l'anno successivo dirige Helen Mirren in Prime Suspect 6: The Last Witness, per il quale ottiene la sua prima candidatura agli Emmy Awards, nella categoria "Miglior regia per una miniserie o film per la televisione".
Nel 2004 debutta alla regia cinematografica con Red Dust con Hilary Swank e Chiwetel Ejiofor, mentre l'anno successivo torna alla televisione, dirigendo nuovamente Helen Mirren nella miniserie televisiva Elizabeth I, per il quale vince il suo primo Emmy Award per la miglior regia. Nel 2008 dirige la pluripremiata miniserie televisiva John Adams, vincitrice di 4 Golden Globe e di altri numerosi premi.
Tra il 2008 e il 2009 dirige il suo secondo lungometraggio cinematografico, ovvero Il maledetto United, tratto dall'omonimo romanzo di David Peace. Nel 2010 dirige Il discorso del re, film incentrato sui problemi di balbuzie di Re Giorgio VI e del suo rapporto d'amicizia con Lionel Logue, il logopedista che lo ha in cura. Il film riceve numerosi riconoscimenti internazionali, tra cui 12 candidature agli Oscar 2011, di cui quattro vinti, tra cui anche il Premio Oscar al miglior regista.
Nel 2012 è alla regia del film Les Misérables, tratto dall'omonimo musical di Alan Boubil e Claude-Michael Schonberg, il quale ha vinto 3 Premi Oscar 2013 su 8 nomination. Nel 2015 dirige Eddie Redmayne e Alicia Vikander in The Danish Girl.

## Filmografia

Tom Hooper con Kathryn Bigelow alla consegna degli Oscar.

### Cinema
- Red Dust (2004)
- Il maledetto United (The Damned United) (2009)
- Il discorso del re (The King's Speech) (2010)
- Les Misérables (2012)
- The Danish Girl (2015)
- Cats (2019)

### Televisione
- Painted Faces – cortometraggio TV (1992)
- Byker Grove – serie TV, 4 episodi (1997)
- EastEnders – serial TV (1998-2000)
- Cold Feet – serie TV, 2x01-2x02 (1999)
- Love in a Cold Climate – miniserie TV, 2 puntate (2001)
- Daniel Deronda – miniserie TV, 3 puntate (2002)
- Prime Suspect – serie TV, episodi 6x01-6x02 (2003)
- Elizabeth I – miniserie TV, 2 puntate (2005)
- Longford – film TV (2006)
- John Adams – miniserie TV, 7 puntate (2008)
- His Dark Materials - Queste oscure materie (His Dark Materials) – serie TV, episodi 1x01-1x02 (2019)

## Riconoscimenti
- Premio Oscar
  - 2011 – Miglior regista per Il discorso del re

- Golden Globe
  - 2011 – Candidatura per il miglior regista per Il discorso del re

- Premio BAFTA
  - 2011 – Candidatura per il miglior regista per Il discorso del re

- Critics' Choice Movie Award
  - 2011 – Candidatura per il migliore regista per Il discorso del re

- Chicago Film Critics Association Award
  - 2010 – Candidatura per il migliore regista per Il discorso del re
- Empire Award
  - 2011 – Candidatura per il migliore regista per Il discorso del re

- Razzie Awards
  - 2019 – Peggior regista per Cats